# Lengua conservadora
En lingüística histórica, una lengua conservadora o arcaizante es una lengua natural que ha sufrido pocos cambios desde su separación de la proto-lengua de la que procede. El término también puede aplicarse a variedades, dialectos o estilos de la lengua. El término opuesto es "lengua, dialecto o variedad innovadora". El término solo tiene sentido comparativamente, cuando se comparan dos lenguas o variedades que tienen un origen común, y ese origen es conocido o reconstruible, puede juzgarse cual de las dos es más cercana a la lengua o variedad original.
El término "retención" e "innovación" también se aplican a formas lingüísticas como palabras, morfemas o incluso estructuras gramaticales. Se dice que una forma es una retención, cuando en la lengua considerada y en su antecesor la forma se mantiene inalterada, y se dice que es innovadora, si en la lengua considerada se ha desarrollado una forma esencialmente nueva de expresar el mismo contenido. Algunos ejemplos, en castellano la palabra caro y la palabra francesa cher  evolucionaron ambas de la palabra latina cārum. En este caso los cognados son resultado de retención, aunque en este caso fonológicamente la forma del español tiene una fonética más cercana al original, que la forma francesa, en este caso la forma castellana caro es más conservadora que la forma francesa cher que es más innovadora. No es posible decidir si una lengua es consevadora en términos absolutos, a menos que se comparen con otras lenguas o variedades que en ciertos aspectos contener más o menos formas conservadoras o innovadas.
Algunos ejemplos pueden aclarar la noción del grado de conservadurismo o innovación que presenta una lengua. Por ejemplo, el islandés es, en muchos aspectos, más similar al antiguo nórdico que otras lenguas que evolucionaron a partir de él como el danés, el noruego o el sueco. En algunos aspectos el sardo es una lengua romance muy conservadora, aunque no en todos los aspectos posibles el sardo es la lengua romance más arcaizante. Por tanto, muchos lingüistas consideran que el islandés y el sardo son lenguas relativamente conservadoras dentro de su grupo filogenético inmediato. De la misma manera, algunos dialectos de una lengua son más conservadores que otros, por ejemplo las formas estandarizadas tienden a ser más conservadoras que las hablas coloquiales, puesto que el efecto del registro académico y la codificación escrita tienden a conservar los arcaismos con mayor probabilidad, aunque a veces en hablas populares o coloquiales puedan encontrarse formas arcaicas que han desaparecido o están en desuso en la lengua estándar. Así en términos estadísticos las formas escritas tienden a ser más conservadoras que las formas orales, por ejemplo la ortografía del inglés o el francés tienden a reflejar la pronunciación de estadios más arcaicos de la lengua, por esa razón la correspondencia entre la ortografía y la lengua hablada moderna es imperfecta.
La noción de conservadurismo es complicada por la siguiente razón: una lengua puede ser muy conservadora en un área de la lengua, pero muy innovadora en otros. Por ejemplo el búlgaro y el macedonio, dos lenguas eslavas estrechamente relacionadas, son innovadoras en la gramática de los nombres, habiendo perdido casi todos los vestigios del complejo sistema nominal de caso, pero al mismo tiempo retienen en gran parte el sistema verbal, que por otra parte se ha perdido en gran parte en otras lenguas eslavas, pero no en búlgaro-macedonio. Por otra parte el inglés usualmente se considera la lengua germánica más innovadora (en vocabulario y flexión), aunque por otra parte es mucho menos conservadora en la fonología de su sistema consonántico, reteniendo muchos sonidos como θ o ð (th) que actualmente solo siguen existiendo en inglés, islandés y escocés.
Un ejemplo final, para señalar la relatividad del carácter conservador: en el siglo VI, el árabe clásico era una lengua semítica conservadora, comparada con el siríaco clásico, que era contemporáneo suyo, de hecho el árabe clásico retiene un gran número de formas del proto-semítico, mientras que el siríaco había sufrido bastantes más cambios. Comparado con el neoaramaico nororiental, que pertenece al mismo grupo que el siríaco, el siríaco clásico, sin embargo, puede considerarse como una forma relativamente conservadora, ya que el neorameo es más innovador aún.